# A Fülöp-szigetek a 2012. évi nyári olimpiai játékokon
A Fülöp-szigetek a nagy-britanniai Londonban megrendezett 2012. évi nyári olimpiai játékok egyik részt vevő nemzete volt. Az országot az olimpián 8 sportágban 11 sportoló képviselte, akik érmet nem szereztek.

## Atlétika
Férfi
| Versenyző    | Versenyszám | Előfutam | Előfutam | Előfutam | Döntő   | Döntő    |
| Versenyző    | Versenyszám | Idő      | Hely.    | Össz.    | Idő     | Helyezés |
| ------------ | ----------- | -------- | -------- | -------- | ------- | -------- |
| Rene Herrera | 5000 m      | 14:44,11 | 21.      | 42.      | kiesett | kiesett  |

Női
| Versenyző        | Versenyszám | Selejtező | Selejtező | Döntő    | Döntő    |
| Versenyző        | Versenyszám | Eredmény  | Helyezés  | Eredmény | Helyezés |
| ---------------- | ----------- | --------- | --------- | -------- | -------- |
| Marstella Torres | Távolugrás  | 622 cm    | 22.       | kiesett  | kiesett  |

## Cselgáncs
Férfi
| Versenyző        | Versenyszám | Selejtező         | 32-es főtábla                      | Nyolcaddöntő      | Negyeddöntő       | Elődöntő          | Vigaszág elődöntő | Bronz- mérkőzés   | Döntő             | Helyezés |
| Versenyző        | Versenyszám | Ellenfél Eredmény | Ellenfél Eredmény                  | Ellenfél Eredmény | Ellenfél Eredmény | Ellenfél Eredmény | Ellenfél Eredmény | Ellenfél Eredmény | Ellenfél Eredmény | Helyezés |
| ---------------- | ----------- | ----------------- | ---------------------------------- | ----------------- | ----------------- | ----------------- | ----------------- | ----------------- | ----------------- | -------- |
| Tomohiko Hoshina | Nehézsúly   |                   | Kim Szongmin (KOR) · 000(0)–100(0) | kiesett           | kiesett           | kiesett           |                   |                   |                   | 17.      |

## Íjászat
Férfi
| Versenyző   | Versenyszám | Selejtező | Selejtező | 64-es főtábla                   | 32-es főtábla     | Nyolcaddöntő      | Negyeddöntő       | Elődöntő          | Döntő             | Helyezés |
| Versenyző   | Versenyszám | Pont      | Kiemelt   | Ellenfél Eredmény               | Ellenfél Eredmény | Ellenfél Eredmény | Ellenfél Eredmény | Ellenfél Eredmény | Ellenfél Eredmény | Helyezés |
| ----------- | ----------- | --------- | --------- | ------------------------------- | ----------------- | ----------------- | ----------------- | ----------------- | ----------------- | -------- |
| Mark Javier | Egyéni      | 649       | 55.       | Brady Ellison (USA) (10.) · 1–7 | kiesett           | kiesett           | kiesett           | kiesett           | kiesett           | 33.      |

Női
| Versenyző            | Versenyszám | Selejtező | Selejtező | 64-es főtábla                      | 32-es főtábla     | Nyolcaddöntő      | Negyeddöntő       | Elődöntő          | Döntő             | Helyezés |
| Versenyző            | Versenyszám | Pont      | Kiemelt   | Ellenfél Eredmény                  | Ellenfél Eredmény | Ellenfél Eredmény | Ellenfél Eredmény | Ellenfél Eredmény | Ellenfél Eredmény | Helyezés |
| -------------------- | ----------- | --------- | --------- | ---------------------------------- | ----------------- | ----------------- | ----------------- | ----------------- | ----------------- | -------- |
| Rachelle Anne Cabral | Egyéni      | 627       | 48.       | Inna Sztyepanova (RUS) (17.) · 1–7 | kiesett           | kiesett           | kiesett           | kiesett           | kiesett           | 33.      |

## Kerékpározás

### BMX
| Versenyző     | Versenyszám | Selejtező | Selejtező | Negyeddöntő | Negyeddöntő | Elődöntő | Elődöntő | Döntő   | Döntő    | Helyezés |
| Versenyző     | Versenyszám | Idő       | Helyezés  | Pont        | Helyezés    | Pont     | Helyezés | Idő     | Helyezés | Helyezés |
| ------------- | ----------- | --------- | --------- | ----------- | ----------- | -------- | -------- | ------- | -------- | -------- |
| Daniel Caluag | Férfi       | 40,900    | 31.       | 29          | 8.          | kiesett  | kiesett  | kiesett | kiesett  | 30.      |

## Ökölvívás
Férfi
| Versenyző    | Versenyszám | Selejtező                  | Nyolcaddöntő                   | Negyeddöntő       | Elődöntő          | Döntő             | Helyezés |
| Versenyző    | Versenyszám | Ellenfél Eredmény          | Ellenfél Eredmény              | Ellenfél Eredmény | Ellenfél Eredmény | Ellenfél Eredmény | Helyezés |
| ------------ | ----------- | -------------------------- | ------------------------------ | ----------------- | ----------------- | ----------------- | -------- |
| Mark Barriga | Papírsúly   | Manuel Cappai (ITA) · 17–7 | Birzsan Zsakipov (KAZ) · 16–17 | kiesett           | kiesett           | kiesett           | 9.       |

## Sportlövészet
Férfi
| Versenyző          | Versenyszám | Selejtező | Selejtező | Döntő   | Döntő    |
| Versenyző          | Versenyszám | Pont      | Helyezés  | Pont    | Helyezés |
| ------------------ | ----------- | --------- | --------- | ------- | -------- |
| Paul Brian Rosario | Skeet       | 110       | 31.       | kiesett | kiesett  |

## Súlyemelés
Női
| Versenyző    | Versenyszám | Szakítás | Szakítás | Lökés                    | Lökés                    | Összesen | Helyezés |
| Versenyző    | Versenyszám | Eredmény | Helyezés | Eredmény                 | Helyezés                 | Összesen | Helyezés |
| ------------ | ----------- | -------- | -------- | ------------------------ | ------------------------ | -------- | -------- |
| Hidilyn Diaz | 58 kg       | 97       | 13.      | érvényes kísérlet nélkül | érvényes kísérlet nélkül | kiesett  | kiesett  |

## Úszás
Férfi
| Versenyző     | Versenyszám | Előfutam | Előfutam | Előfutam | Elődöntő | Elődöntő | Elődöntő | Döntő   | Döntő    |
| Versenyző     | Versenyszám | Idő      | Hely.    | Össz.    | Idő      | Hely.    | Össz.    | Idő     | Helyezés |
| ------------- | ----------- | -------- | -------- | -------- | -------- | -------- | -------- | ------- | -------- |
| Jessie Lacuna | 200 m gyors | 1:52,91  | 5.       | 36.      | kiesett  | kiesett  | kiesett  | kiesett | kiesett  |

Női
| Versenyző        | Versenyszám | Előfutam | Előfutam | Előfutam | Elődöntő | Elődöntő | Elődöntő | Döntő   | Döntő    |
| Versenyző        | Versenyszám | Idő      | Hely.    | Össz.    | Idő      | Hely.    | Össz.    | Idő     | Helyezés |
| ---------------- | ----------- | -------- | -------- | -------- | -------- | -------- | -------- | ------- | -------- |
| Jasmine Alkhaldi | 100 m gyors | 57,13    | 5.       | 34.      | kiesett  | kiesett  | kiesett  | kiesett | kiesett  |